# فور مينيت
فور مينيت (بالإنجليزية: 4Minute)‏ هي فرقة فتيات من كوريا الجنوبية تشكلت في عام 2009
من قبل كيوب إنترتينمنت للموسيقى الفردي وألبومات صدر في المقام الأول في كوريا الجنوبية واليابان، وتوقفت الفرقة في عام 2016 .أعضاء الفرقة هم:
- القائدة ومغنية: جي هيون
- المغنية الرئيسية: جا يون
- الراب وفوكال: جي يون
- الراب: هيونا
- الماكني ومغنية: سوهيون

الفرقة ظهرت لأول مره في يونيو 2009 مع أول أغنية لها "Hot Issue"، وفي ديسمبر 2010، صدر أول ألبوم الياباني، Diamond'. وفي عام 2011، أصدرت الفرقة أول ألبوم طوله كامل، 4Minutes Left.
حصلت المجموعة على جائزة Bonsang في حفل توزيع جوائز موسيقى سيول 20، وKPOP جائزة فنان جديد في Billboard جوائز الموسيقى اليابان عام 2010.

## التاريخ
2009: الظهور لأول For Muzik

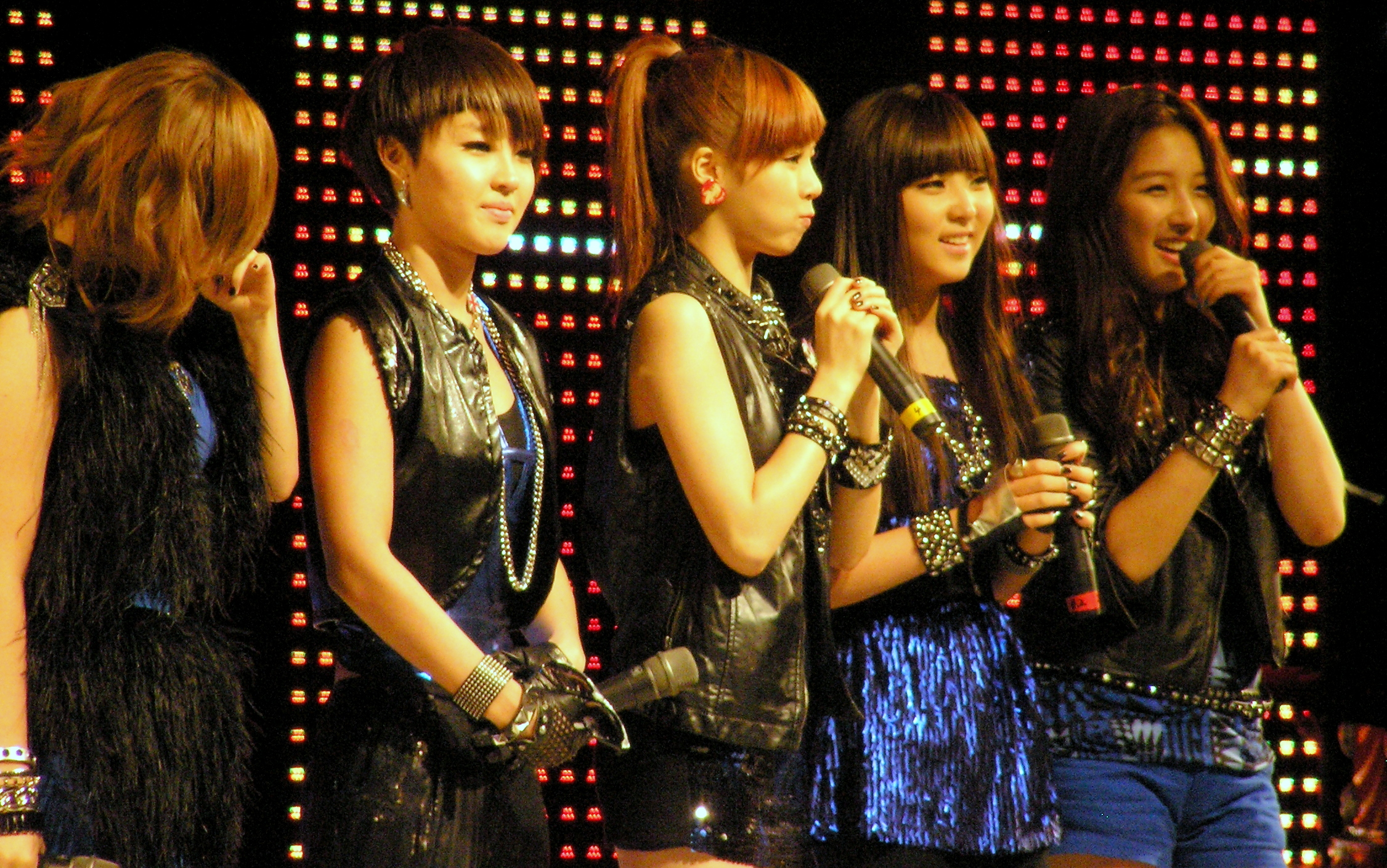
الفرقة تؤدي في جامعة دونغ كوك في عام 2009. من اليسار إلى اليمين: غا يون جي يون هيونا سوهيون جي هيون

أعلنت كيوب إنترتينمنت، وهي شركة تسجيلات الكورية الجنوبية، إنشاء فور مينيت في مايو 2009مع اثنين من أعضاء الفرقة: نام جي هيون، قائدة الفرقة وكيم هيونا والأخيره هي عضوه سابق في وندر قيرلز.
في 11 يونيو صدر الإعلان عبر الإنترنت بالمرافقة مع موقعه الرسمي على الإنترنت. وتم الإعلان عن الأعضاء المتبقية في 12 يونيو.
تاريخ انتهاء النشاط: 2016/6/13

## الألبومات
| الألبومات الكوري | العام |
| ---------------- | ----- |
| For Muzik        | 2009  |
| Hit Your Heart   | 2010  |
| 4Minutes Left    | 2011  |
| Volume Up        | 2012  |
| Name Is 4Minute  | 2013  |
| 4Minute World    | 2014  |
| جنون             | 2015  |

| 2016 Act.7
| الألبومات الياباني | العام |
| ------------------ | ----- |
| ألماس              | 2010  |
| Best of 4Minute    | 2012  |

## الحفلات
- 2010: 4Minute Energy LIVE Volume 1: 1 حفل [طوكيو]
- 2010: 4Minute Energy LIVE Volume 2: DIAMOND [طوكيو وأوساكا]
- 2013: 4Minute Party Rock: [سيدني]

## وصلات خارجية
- فور مينيت على موقع ميوزك برينز (الإنجليزية)
- فور مينيت على موقع أول ميوزيك (الإنجليزية)
- فور مينيت على موقع ديسكوغز (الإنجليزية)